# Erucastrum arabicum
Erucastrum arabicum là một loài thực vật có hoa trong họ Cải. Loài này được Fisch. & C.A.Mey. mô tả khoa học đầu tiên năm 1839.